# Lasioglossum humboldtense
Lasioglossum humboldtense är en biart som först beskrevs av Michener 1936.  Lasioglossum humboldtense ingår i släktet smalbin, och familjen vägbin. Inga underarter finns listade i Catalogue of Life.